# Rio (bedrijf)

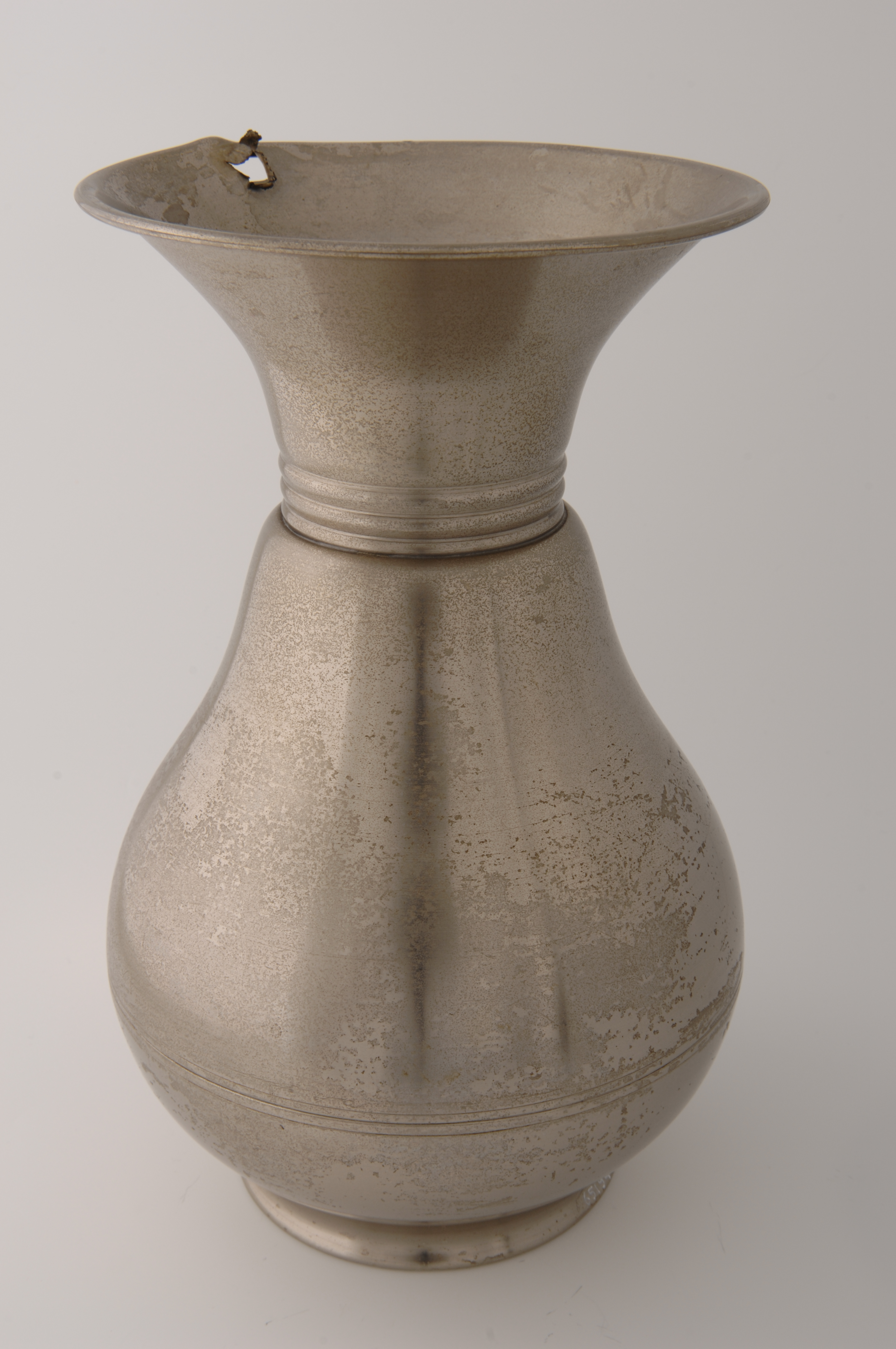
Metalen vaas van Rio.

Rio was een tingieterij te Tiel die heeft bestaan van 1910 tot 2010.

## Geschiedenis
Rio werd opgericht in 1910. Het bedrijf ging omstreeks 1985 als een van de laatste tinbedrijven failliet vanwege de afgenomen vraag.

### Toeristische doorstart
De naam Rio werd overgenomen door C.J. van der Leeden en H.M.J. Zwartebol, die in 1968 reeds een tingieterij in Leerdam waren begonnen. Aan de Bergakker 64 te Kapel-Avezaath werd in 1988 onder de naam: Tielse Tinindustrie RIO B.V. een kleinschalige werkplaats met museum opgezet. Er werden tinnen producten vervaardigd die vooral door buitenlandse museumbezoekers werden gekocht. Er werd meer dan 42 ton tin per jaar verwerkt. Het had rond 1995 een omzet van 3,5 miljoen gulden, 60 procent afkomstig van de bezoekers (met name toeristen), 15 procent van de export, eveneens 15 procent van de handel in Nederland en 10 procent van promotie- en relatiegeschenken. Bij de tingieterij werkten dertig mensen. Na de aanslagen van 2001 nam het buitenlandse toerisme af. In 2004 werd tingieterij RIO failliet verklaard. Het had toen nog 14 werknemers. De familie Zwartebol begon vervolgens in Leerdam het bedrijf Tingieterij Leerdam, deze hield het vol tot 2010. De productie werd overgenomen door tingieterij Flevotin.
Op het vrijgekomen terrein in Tiel, dat vlak ten zuidwesten van het centrum van Tiel ligt (Rio-Vahstal-terrein), werd begin 21e eeuw een woningbouwproject gestart. De straatnaam Tinnegieter herinnert aan de voormalige activiteit.